# Shiritori

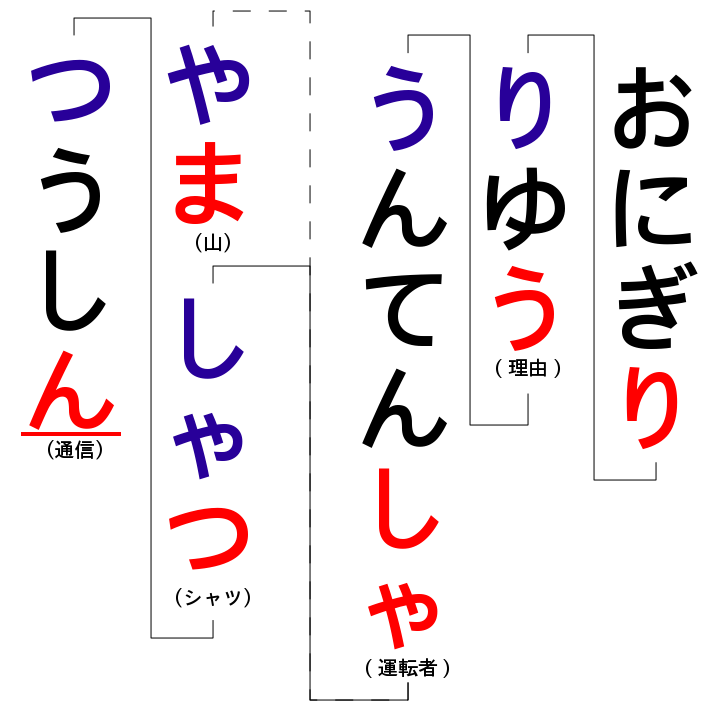
Shiritori

Shiritori (しりとり) est un jeu de mots japonais dans lequel les joueurs doivent dire un mot qui commence avec le dernier kana du mot précédemment cité. Aucune distinction n'est faite entre hiragana, katakana et kanji. Shiritori veut dire littéralement « prendre le bas, prendre le derrière », en référence au fait que le jeu est entièrement basé sur les dernières syllabes des mots. Au niveau conceptuel, construit sur la succession de termes reliés par la phonique plus que par le sens, le shiritori s’apparente au cadavre exquis des surréalistes.

## Règles du jeu
- Deux joueurs ou plus.
- Seuls les noms sont permis.
- Un joueur qui dit un mot se terminant par la syllabe N (ん) perd.
- Les mots ne doivent pas être répétés.

D'autres règles peuvent être ajoutées pour augmenter la difficulté mais elles doivent être approuvées et acceptées par les autres joueurs avant le début du jeu.

### Règles optionnelles
- Les diacritiques dakuten et handakuten peuvent ou non être ignorés. Par conséquent, furo (ふろ) peut succéder à sūpu (スープ).
- Une voyelle longue peut être ou non ignorée ou considérée comme une voyelle simple suivant un phonème. Mikisā (ミキサー/みきさあ) être suivi de sakura comme de aki (あき).
- Les pronoms et les lieux peuvent ou non être interdits.
- Deux mots épelés avec les mêmes kana mais des kanjis différents peuvent ou non se succéder. Par exemple, Su (す) peut être épelé "巣" (lit. un nid) ou "酢" (lit. vinaigre).

### Règles avancées
- Les mots doivent appartenir à un certain genre.
- Au lieu d'utiliser le dernier kana, les deux derniers kana doivent être réutilisés. Aucun des deux ne doit être N (ん).
- La longueur du mot doit être d'au moins trois syllabes.
- Seuls les mots commençant et finissant par des dakuten et handakuten peuvent être cités.

## Shiritori français
Généralement appelé « marabout », les règles de base sont les mêmes, excepté pour la syllabe N (ん) bien sûr.
Exemple : Seulement ⇒ mentir ⇒ irresponsable.